# Viso oreado
El Viso es un salazón de pescado elaborado con caballa (también llamada Xarda o verdel)
Al igual que otros salazones de pescado, cuyo ejemplo más conocido es la mojama, es un producto típico del sur y levante español. Su elaboración artesanal permitía conservar el pescado obtenido por la pesca local, de una forma sencilla y económica para el consumo posterior o transporte y comercialización del mismo. 
Hoy día, junto a la elaboración artesanal, la industria elabora productos de gran calidad partiendo, no solo de la pesca local, además se provee de otra gran industria, la pesca de altura y la importación de pescado, que suministra productos congelados a precios muy competitivos. 
El viso normalmente envasado al vacío tras el secado, puede encontrarse con facilidad en supermercados de Andalucía, Murcia y Comunidad Valenciana.

## Proceso de salazón y secado de viso oreado
El salazón de viso se elabora igual que el de bonito. 
- Preparación. Se descongela (si procede) en agua. Se utiliza el pescado entero conservando la cabeza. Se abre el pescado realizándo un corte vertical por la tripa de cabeza a cola, extrayendo las huevas y extendiéndolo en forma de mariposa. Se elimina la tripa y se lava.

- Salado. Se entierran en sal uno o dos días las piezas de hueva y las piezas abiertas y extendidas de pescado.

- Desalado. Inmersión en agua el tiempo que se estime, dejando el punto de sal óptimo para el consumo.

- Prensado para eliminar el agua. Protegidas las piezas con plástico (sin envolverlas), se coloca una capa sobre una piedra, con otra piedra encima de peso suficiente (algo más del 50% del peso del pescado). Si se trata de mucho pescado, se coloca una nueva capa de pescado y otra piedra y así sucesivamente de modo que las mayores piezas de pescado vayan en las capas inferiores.

- Secado del pescado colgándolo para que se oree. Se podrá consumir pasados quince o veinte días.

Hay otros procedimientos de salazón de pescado que conjugan el salado y prensado al mismo tiempo.

## Consumo de viso oreado
El viso, además de ser una forma de conserva alimenticia, es un producto terminado que se consume directamente acompañando otros productos: 
- Como ingrediente de ensaladas o acompañando queso fresco, tomate, habas frescas, aceitunas, frutos secos, etc.

- En canapés o pinchos, con mantequilla o queso tierno, lechuga, huevo duro, pepinillos, etc.

## Otros salazones de pescado
- Anchoas
- Arenque
- Bacalao en salazón
- Garo
- Kusaya
- Mojama

- Datos: Q6163949